# 遠山康光
遠山 康光（とおやま やすみつ、? - 天正7年3月24日（1579年4月19日））は、戦国時代から安土桃山時代の武将。後北条氏の家臣。遠山直景の次男。兄に遠山綱景、子に遠山康英がいる。

## 生涯
遠山綱景の弟とするのが通説であるが、浅倉直美は、名乗りや活動時期から兄とされる綱景と20歳近くの年齢差が想定されることや『小田原衆所領役帳』で遠山一族は綱景が筆頭を務めている江戸衆に属するのに、康光だけが小田原衆に属して相模国中郡に所領を与えられていることから、元来は遠山一族ではなく娘婿など婚姻関係によって遠山の家名を与えられた可能性を指摘している。
北条氏康より「康」の偏諱を与えられ、近臣に取り立てられた。甲相駿三国同盟が破綻すると、すでに家督を譲っていたにもかかわらず氏康の主導により上杉氏との交渉が始まり、康光はその外交取次として活躍、越相同盟が成立したが、同盟が上手く機能することはなかった。
元亀2年（1571年）10月に氏康が病死すると、元々武田氏との敵対に反対であった北条氏政は同盟を破棄した。取次であった康光は責任を取らされて失脚し、人質として送られていた北条三郎の元へ退転した。北条三郎は名を上杉景虎と改め、上杉謙信の後継者候補となる。康光は側近として景虎を支え、御館の乱が勃発した際には後北条氏の援軍を呼び寄せ戦おうとするが、冬が近づいてきたこともあり、北条勢は撤退した。景虎らは後北条氏を頼って小田原城に逃れようとしたが、鮫ヶ尾城主堀江宗親の謀反に遭い、景虎は自害、康光も後を追い自害して果てた。

## 関連作品
- 『天地人』（2009年、大河ドラマ）演:螢雪次朗 - 同作では御館の乱で自害せずに北条家に戻り、その後も物語各所で暗躍するキャラクターとして描かれた。